# Hrvatski islamski centar, Toronto
Hrvatski islamski centar je islamski centar Hrvata islamske vjere u Kanadi. Nalazi se u Etobicokeu, Toronto, pokrajina Ontario, na adresi 75 Birmingham St., Etobicoke, ON M8V 2C3.
Građen je 1970-ih, a gradnja je bila gotova 23. lipnja 1973. godine. Izgradnju su pomogli tamošnji katolički Hrvati. Na ovom su centru dobrovoljno radili mnogi građevinski majstori katolici. Objekt je bio gotov u rekordnom roku. Kad se otvaralo 1972., okupljeni muslimani iz arapskih islamskih i ostalih islamskih zemalja koji su živjeli u Kanadi, nisu se mogli načuditi nazočnosti mnogih Hrvata katolika.
Izgradnja je bila takva da se radilo o preuređenju. Te 1973. godine za 75.000 kanadskih dolara kupljena je jedna mala katolička škola koja je bila u iznimno trošnom stanju. Preuređena je i još iste je godine pretvorena u mesdžid.
Kad je bio dovršen, njegov suosnivač Asaf Duraković predlagao je ime Sufi Mosque, ali je prevagnulo ime Croatian Islamic Centre. Drugi suosnivači ovog centra, te neki kasniji suradnici su bili Kerim hadži Reis r.a (Glamoč), Irfan Medanhodžić (Bosanska Gradiška), Alija Solak (Sarajevo), Suljo Zeliković r.a. (Glamoč), Ejub Reis (Glamoč), Alija Musić (Konjic), Mehmed Misaljević (Cazin), Idriz Misaljević (Cazin), Fehim Midžan (Sanski Most), Omer Bećirović (Hrasnica) i nešto kasnije i Taib Ćordić.
Centar se osim vjerskih sadržaja, bavi i izdavaštvom.
Budući da je škola bila iznimno lošeg građevinskog stanja, 1983. se godine pokrenulo akcije neka se izgradi potpuno novi objekt. Da bi se napravilo novu, sastavilo se dva odbora kojeg su činili osnivači i građevinski odbor koji nisu činili islamski Hrvati, nego Pakistanci i muslimani iz drugih zajednica. Izgradnja nije prošla mirno nego je došlo do situacija blizu konfliktnih s Pakistancima, a sve zbog neslaganja sa stilom izgradnje. Pakistanci su uposlili svog arhitekta koji je namjeravao izgraditi džamiju u njihovom stilu, dok islamski Hrvati iz Bosne to nisu nikako htjeli. Kerim Reis je stoga otišao do mjesne katastarske uprave ishoditi dozvolu za gradnju minareta bilo koje visine i stila. Stari je objekt srušen, na istom je mjestu napravljena nova džamija, za samo godinu dana, a minaret je bio u bosanskom stilu.
Gradnja je čekala financijska sredstva, a kad se skupilo 100 000 kanadskih dolara, gradnja je počela. Novac su dali saudijski veleposlanik u Kanadi Shavaf (60.000 CAD), muslimani iz Hrvatske, BiH i susjednih balkanskih zemalja, katolički Hrvati po crkvama te ostali muslimani iz Toronta.
Hrvatska je džamija je proklanjana u travnju 1985. godine. Otvorio ju je pakistanski konzul u Kanadi, jer to nije mogao saudijski veleposlanik Shavaf koji je onda bio spriječen.
Jugoslavenska je diplomacija svih godina jako se trudila diskreditirati ovaj centar i Hrvate islamske vjere koji su u okviru tog centra javno djelovali. Do 1989., Hrvatski islamski centar imao je 10.000 članova.
Slični centar osnovan je u Australiji u Melbourneu.

## Vanjske poveznice
- Toronto slavi 35 godina hrvatske džamije, Poskok.info (slika)